# Bounce TV
Bounce TV — американская кабельная телевизионная сеть, запущенная в 2011 году. Bounce TV, ориентированный исключительно на афро-американскую аудиторию в возрасте от 25 до 54 лет, сочетает в своем эфире как оригинальные, так и синдицированные программы. Bounce TV доступен 73 процентам домохозяйств в стране.
Производство оригинальных програм стартовало в 2012 году. Первым оригинальным сериалом стал ситкомом «Семейное время». В 2015 году к нему присоединились ситкомы «Манн и жена» с Дэвидом Манном, Тамелой Манн и Джо Мари Пэйтон и «На стрижке» с Джеки Гарри. В 2016 году канал начал производство первого драматического сериала «Святые и грешники» с Глорией Рубен, Ванессой Белл Кэллоуэй и Ричардом Лоусоном. Также канал синдицирует классические ситкомы «Другой мир», «Шоу Берни Мака», «Хьюли», «Родители» и «Рок». До июля 2015 года канал также транслировал повторы «Шоу Косби», однако снял их с расписания в связи со скандалом вокруг Билла Косби.